# 井上清 (建築家)
井上 清（いのうえ きよし、1874年（明治7年） - 1939年（昭和14年）は、内務省造神宮使庁技師、明治神宮造営局技師、神社の研究家。宮内省嘱託等を歴任。1996年に亡くなる。

## 略歴
- 1929年（昭和4年）の伊勢神宮御遷宮
- 朝鮮神宮造営
- 明治神宮造営